# Liste von Sakralbauten in Thüringen

Landkreise und kreisfreie Städte in Thüringen

Die Liste von Sakralbauten in Thüringen ist nach Landkreisen und kreisfreien Städten Thüringens untergliedert.

## Liste
- Sakralbau im Landkreis Altenburger Land
- Sakralbau im Landkreis Eichsfeld
- Liste von Sakralbauten in Erfurt
- Sakralbau im Landkreis Gotha
- Sakralbau im Landkreis Greiz
- Sakralbau im Landkreis Hildburghausen
- Sakralbau im Ilm-Kreis
- Sakralbau in Jena
- Sakralbau im Kyffhäuserkreis
- Sakralbau im Landkreis Nordhausen
- Sakralbau im Saale-Holzland-Kreis
- Sakralbau im Saale-Orla-Kreis
- Sakralbau im Landkreis Saalfeld-Rudolstadt
- Sakralbau im Landkreis Schmalkalden-Meiningen
- Sakralbau im Landkreis Sömmerda
- Sakralbau im Landkreis Sonneberg
- Sakralbau in Suhl
- Sakralbau im Unstrut-Hainich-Kreis
- Sakralbau im Wartburgkreis
- Sakralbau in Weimar
- Sakralbau im Landkreis Weimarer Land